# Брайтенау (Нижняя Австрия)
Брайтенау (нем. Breitenau (Niederösterreich)) — коммуна (нем. Gemeinde) в Австрии, в федеральной земле Нижняя Австрия. 
Входит в состав округа Нойнкирхен.  Население составляет 1308 человек (на 31 декабря 2005 года). Занимает площадь 9,56 км². Официальный код  —  3 18 04.

## Политическая ситуация
Бургомистр коммуны — Хельмут Майер (СДПА) по результатам выборов 2010 года.
Совет представителей коммуны (нем. Gemeinderat) состоит из 19 мест.
- СДПА занимает 14 мест.
- АНП занимает 4 места.
- АПС занимает 1 место.